# Daniel Kajzer
Daniel Kajzer (ur. 23 lutego 1992 w Tarnowskich Górach) – polski piłkarz, występujący na pozycji bramkarza.

## Kariera

### Slavia Ruda Śląska
Daniel Kajzer jest wychowankiem klubu z Rudy Śląskiej - Slavia Ruda Śląska

### ROW Rybnik
Pierwszym seniorskim zespołem Kajzera był rybnicki Energetyk ROW do którego trafił na zasadzie wypożyczenia z młodzieżowej drużyny Górnika Zabrze. Swój pierwszy mecz dla Zielono-Czarnych rozegrał 4 sierpnia 2012, w 1. kolejce 2 ligi, w wyjazdowym meczu z MKS Kluczbork. W spotkaniu tym zachował czyste konto. W swoim pierwszym sezonie w barwach rybnickiego klubu, spisywał się bardzo dobrze i był pewnym punktem zespołu, który wywalczył awans do 1 ligi. Po okresie wypożyczenia, rybnicki klub zdecydował się na jego wykupienie i Kajzer podpisał dwuletnią umowę. Łącznie w klubie rozegrał 107 spotkań, w których 31 razy udało mu się zachować czyste konto.

### Botew Płowdiw
12 czerwca 2017 bułgarski klub ogłosił, że Kajzer zostanie jego nowym zawodnikiem. W swoim pierwszym sezonie zadebiutował w meczu o Superpuchar Bułgarii z Łudogorcem. Mecz w regulaminowym czasie gry zakończył się wynikiem 1:1, a dogrywka nie przyniosła żadnych zmian, przez co spotkanie rozstrzygnęło się dopiero w serii rzutów karnych, gdzie Kajzer obronił pierwszą jedenastkę wykonywaną przez Marcelinho, a jego drużyna zwyciężyła ostatecznie 4:5. W sezonie 2018/2019 doszedł razem z drużyną do finału Pucharu Bułgarii, gdzie zmierzył się z lokalnym rywalem Łokomotiwem. Mecz ostatecznie zakończył się wynikiem 0:1 dla drużyny Kolejarzy, dla których był to pierwszy w historii puchar kraju. 22 maja 2019 Kajzer, za pomocą swojego konta na Facebooku, poinformował o odejściu z klubu.

### Śląsk Wrocław
4 czerwca wrocławski Śląsk poinformował o podpisaniu zawodnika na okres dwóch sezonów. W Śląsku zadebiutował 24 września 2019, w wyjazdowym, przegranym 2:0 meczu pierwszej rundy Pucharu Polski z Widzewem Łódź. W lipcu 2020, niezadowolony ze swojej pozycji w klubie, poprosił władzę klubu o transfer. We wrocławskim klubie nie zdołał zadebiutować w lidze. 

### Arka Gdynia
28 lipca 2020 spadkowicz z Ekstraklasy, Arka Gdynia, ogłosiła, że bramkarz związał się z klubem umową obowiązującą do 30 czerwca 2023.

### Warta Poznań
9 lutego 2025 został zawodnikiem Warty Poznań. 

## Sukcesy

### Energetyk ROW Rybnik
- Mistrz 2 ligi: 2012/2013

### Botew Płowdiw
- Zdobywca Superpucharu Bułgarii: 2017
- Finalista Pucharu Bułgarii: 2018/2019